# تورز، شهرستان میشلیبورز
تورز، شهرستان میشلیبورز (به لاتین: Turze, Myślibórz County) یک منطقهٔ مسکونی در لهستان است که در Gmina Dębno واقع شده‌است.

## خصوصیات
تورز ۲۹ نفر جمعیت دارد.